# Letiště Rostov na Donu
Letiště Rostov na Donu (rusky Аэропорт Ростов-на-Дону – Aeroport Rostov-na-Donu, IATA: ROV, ICAO: URRR) bylo mezinárodní letiště ležící asi 9 kilometrů východně od centra Rostova na Donu na jihozápadě Ruské federace. Bylo jedním z největších letišť na jihozápadě Ruska a 12. nejrušnější v zemi. Založeno bylo v roce 1925 a v roce 1986 byla označena za mezinárodní letiště. Obsluhovalo 50 destinací v Rusku i v zahraničí a působilo zde 30 leteckých společností. Hub zde měla Donavia. V roce 2015 letiště Rostov odbavilo 2,06 milionu cestujících, z toho 565 tisíc na mezinárodních linkách.
7. prosince 2017 v 11:00 bylo otevřeno nové mezinárodní letiště Platov a 1. března 2018 bylo staré rostovské letiště uzavřeno.

## Nehody a mimořádnosti
- Dne 19. března 2016 zde havaroval let let Flydubai 981 zajišťovaný letounem Boeing 737-800.